# Sportverein Stuttgarter Kickers 1999-2000
Questa voce raccoglie le informazioni riguardanti lo Sportverein Stuttgarter Kickers nelle competizioni ufficiali della stagione 1999-2000.

## Stagione
Nella stagione 1999-2000 il Stuttgarter Kickers, allenato da Michael Feichtenbeiner e Dragoslav Stepanović, concluse il campionato di 2. Bundesliga al 15º posto. In Coppa di Germania il Stuttgarter Kickers fu eliminato in semifinale dal Werder Brema.

## Rosa
| N. |                                 | Ruolo | Calciatore              |
| -- | ------------------------------- | ----- | ----------------------- |
| 1  | Germania (bandiera)             | P     | Maik Kischko            |
| 2  | Germania (bandiera)             | D     | Carsten Keuler          |
| 3  | Germania (bandiera)             | C     | Stefan Minkwitz         |
| 4  | Uruguay (bandiera)              | D     | Mario Ernesto Rodriguez |
| 5  | Serbia (bandiera)               | D     | Darko Ramovs            |
| 7  | Germania (bandiera)             | C     | Carsten Marell          |
| 9  | Germania (bandiera)             | A     | Eberhard Carl           |
| 10 | Bosnia ed Erzegovina (bandiera) | C     | Adnan Kevric            |
| 12 | Germania (bandiera)             | A     | Alexander Blessin       |
| 13 | Grecia (bandiera)               | C     | Niko Chatzis            |
| 14 | Croazia (bandiera)              | A     | Tomislav Marić          |
| 15 | Germania (bandiera)             | D     | Achim Pfuderer          |
| 16 | Germania (bandiera)             | D     | Markus Weinzierl        |

| N. |                                 | Ruolo | Calciatore         |
| -- | ------------------------------- | ----- | ------------------ |
| 17 | Germania (bandiera)             | C     | Torsten Raspe      |
| 18 | Italia (bandiera)               | A     | Giuseppe Carnevale |
| 19 | Germania (bandiera)             | D     | Michael Kümmerle   |
| 20 | Croazia (bandiera)              | C     | Jago Marić         |
| 22 | Germania (bandiera)             | C     | Cristian Fiél      |
| 24 | Bosnia ed Erzegovina (bandiera) | P     | Sead Ramović       |
| 25 | Germania (bandiera)             | P     | Bernd Klaus        |
| 26 | Brasile (bandiera)              | D     | Cássio             |
| 27 | Italia (bandiera)               | A     | Giuseppe Greco     |
| 28 | Germania (bandiera)             | C     | Tomislav Zivic     |
| 30 | Turchia (bandiera)              | A     | Mustafa Özkan      |
| 31 | Germania (bandiera)             | C     | Torsten Ziegner    |
| 32 | Paesi Bassi (bandiera)          | D     | Erwin van de Looi  |

## Organigramma societario
Area tecnica
- Allenatore: Dragoslav Stepanović
- Allenatore in seconda:
- Preparatore dei portieri: Manfred Petz
- Preparatori atletici:

## Calciomercato

### Sessione estiva
| Acquisti | Acquisti                | Acquisti          | Acquisti |
| R.       | Nome                    | da                | Modalità |
| -------- | ----------------------- | ----------------- | -------- |
| A        | Alexander Blessin       | Stoccarda         |          |
| D        | Cássio                  | XV de Piracicaba  |          |
| D        | Carsten Keuler          | Unterhaching      |          |
| P        | Maik Kischko            | Bochum            |          |
| A        | Mustafa Özkan           | Kocaelispor       |          |
| D        | Mario Ernesto Rodriguez | Concordia Ihrhove |          |
| D        | Markus Weinzierl        | Bayern Monaco II  |          |

| Cessioni | Cessioni        | Cessioni             | Cessioni |
| R.       | Nome            | a                    | Modalità |
| -------- | --------------- | -------------------- | -------- |
| A        | Joseph Aziz     | Augusta              |          |
| C        | Bernd Santl     | Sachsen Lipsia       |          |
| C        | Zoltán Sebescen | Wolfsburg            |          |
| D        | Ralf Strogies   | Millwall             |          |
| P        | Thomas Walter   | Karlsruhe            |          |
| D        | Dirk Wüllbier   | Kickers Stoccarda II |          |

### Sessione invernale
| Acquisti | Acquisti          | Acquisti  | Acquisti |
| R.       | Nome              | da        | Modalità |
| -------- | ----------------- | --------- | -------- |
| D        | Erwin van de Looi | NAC Breda |          |
| C        | Torsten Ziegner   | Zwickau   |          |

| Cessioni | Cessioni          | Cessioni          | Cessioni |
| R.       | Nome              | a                 | Modalità |
| -------- | ----------------- | ----------------- | -------- |
| D        | Alexander Malchow | Augusta           |          |
| A        | Markus Sailer     | Sandhausen        |          |
| A        | Danny Winkler     | Eintracht Treviri |          |

## Risultati

### 2. Bundesliga

#### Girone di andata
| Arbitro: | Albrecht |

|                                                   |           |           |
| Berchtold 37’ Lämmermann 50’ Diane 75’ Heeren 87’ | Marcatori | 44’ Marić |

| Arbitro: | Kreyer |

|                       |           |                   |
| Sailer 13’ Kevric 82’ | Marcatori | 47’ Tsoumou-Madza |

| Arbitro: | Weber |

|                                              |           |              |
| Scherz 21’ Wollitz 35’ Springer 56’ Timm 58’ | Marcatori | 18’ Pfuderer |

| Arbitro: | Hilmes |

|                            |           |                     |
| Sailer 67’ Carl 72’ (rig.) | Marcatori | 16’ Vier 24’ Toborg |

| Fürth; 19 settembre 1999, ore 15:00 CEST 5ª giornata | Greuther Fürth | 0 – 0 referto | Kickers Stoccarda | Playmobil-Stadion (6 598 spett.)\| Arbitro: \| Schütz \| |
| Arbitro:                                             | Schütz         |               |                   |                                                          |

| Arbitro: | Gettke |

|            |           |  |
| Keuler 57’ | Marcatori |  |

| Stoccarda 3 ottobre 1999, ore 15:00 CEST 7ª giornata | Kickers Stoccarda | 0 – 0 referto | Bochum | Waldau-Stadion (3 317 spett.)\| Arbitro: \| Hufgard \| |
| Arbitro:                                             | Hufgard           |               |        |                                                        |

| Arbitro: | Margenberg |

|                      |           |  |
| Ćirić 58’ Hamann 64’ | Marcatori |  |

| Arbitro: | Gagelmann |

|                            |           |                    |
| Marić 64’, 67’ (rig.), 73’ | Marcatori | 66’ (rig.) Polster |

| Arbitro: | Kemmling |

|                                        |           |                             |
| Klausz 1’, 57’ Barbosa 45’ Protzel 84’ | Marcatori | 23’, 77’ Pfuderer 85’ Marić |

| Arbitro: | Sippel |

|                             |           |              |
| Marić 69’ (rig.) Cássio 79’ | Marcatori | 89’ Kolinger |

| Arbitro: | Milic |

|             |           |             |
| Konetzke 3’ | Marcatori | 64’ Malchow |

| Arbitro: | Hauer |

|                                  |           |                                           |
| Marić 64’ (rig.), 70’ Cássio 68’ | Marcatori | 12’, 39’ Policella 31’ Demandt 35’ Kramny |

| Arbitro: | Schößling |

|                                 |           |                        |
| Beliakov 24’, 45’ Krzynówek 53’ | Marcatori | 50’ Kümmerle 68’ Özkan |

| Arbitro: | Kinhöfer |

|                     |           |                             |
| Marić 23’ Özkan 75’ | Marcatori | 50’ Dittgen 59’ Krupniković |

| Arbitro: | Blumenstein |

|                            |           |           |
| Stendel 3’ Milovanovic 34’ | Marcatori | 27’ Marić |

| Arbitro: | Weber |

|           |           |                     |
| Marić 89’ | Marcatori | 72’ Xie 76’ Schmidt |

#### Girone di ritorno
| Arbitro: | Frank |

|                              |           |            |
| Klasnić 12’ Marin 65’ (rig.) | Marcatori | 45’ Kevric |

| Arbitro: | Schößling |

|           |           |                         |
| Marić 80’ | Marcatori | 56’ Donkov 74’ Springer |

| Arbitro: | Perl |

|                        |           |              |
| Marić 10’ Minkwitz 70’ | Marcatori | 82’ Fährmann |

| Arbitro: | Werthmann |

|                       |           |                         |
| Obad 65’ Luginger 82’ | Marcatori | 72’ Pfuderer 88’ Kevric |

| Arbitro: | Scheppe |

|                      |           |                                                   |
| Škarabela 35’ (aut.) | Marcatori | 24’ Rouissi 27’, 58’ Reichel 43’ Klee 83’ Lamptey |

| Arbitro: | Weiner |

|                  |           |  |
| Beeck 84’ (rig.) | Marcatori |  |

| Arbitro: | Hilmes |

|                     |           |              |
| Weber 50’ Marić 52’ | Marcatori | 84’ Kümmerle |

| Arbitro: | Schütz |

|                       |           |  |
| Marić 90’ Blessin 90’ | Marcatori |  |

| Arbitro: | Milic |

|              |           |                  |
| van Lent 69’ | Marcatori | 40’ (rig.) Marić |

| Arbitro: | Aust |

|                              |           |  |
| Carnevale 84’, 85’ Marić 90’ | Marcatori |  |

| Arbitro: | Hauer |

|  |           |                                         |
|  | Marcatori | 2’ Ramovs 70’, 86’ Carnevale 83’ Kevric |

| Arbitro: | Kinhöfer |

|                       |           |                    |
| Marić 50’, 90’ (rig.) | Marcatori | 31’ Younga-Mouhani |

| Arbitro: | Gagelmann |

|                     |           |  |
| Neustädter 67’, 90’ | Marcatori |  |

| Arbitro: | Kreyer |

|  |           |                                     |
|  | Marcatori | 30’ Krzynówek 48’ Leitl 80’ Driller |

| Arbitro: | Schütz |

|             |           |           |
| Ullmann 22’ | Marcatori | 24’ Marić |

| Arbitro: | Margenberg |

|                             |           |             |
| Keuler 18’ Marić 75’ (rig.) | Marcatori | 53’ Stendel |

| Arbitro: | Strampe |

|            |           |                  |
| Amadou 62’ | Marcatori | 31’ (rig.) Marić |

### Coppa di Germania
| Arbitro: | Schößling |

|  |           |                                |
|  | Marcatori | 17’, 66’ Marić 45’, 76’ Kevric |

| Arbitro: | Scheppe |

|              |           |                        |
| Krasselt 17’ | Marcatori | 11’ (rig.), 18’ Kevric |

| Arbitro: | Berg |

|                                  |           |                   |
| Kevric 10’, 48’ Wörns 45’ (aut.) | Marcatori | 16’ (aut.) Cássio |

| Arbitro: | Fröhlich |

|                            |           |                                 |
| Marić 55’ Kevric 71’, 110’ | Marcatori | 75’ Wichniarek 79’ (aut.) Özkan |

| Arbitro: | Heynemann |

|           |           |  |
| Marić 39’ | Marcatori |  |

| Arbitro: | Jansen |

|                            |           |           |
| Dabrowski 2’ Maksimov 103’ | Marcatori | 83’ Özkan |

## Statistiche

### Statistiche di squadra
| Competizione      | Punti | In casa | In casa | In casa | In casa | In casa | In casa | In trasferta | In trasferta | In trasferta | In trasferta | In trasferta | In trasferta | Totale | Totale | Totale | Totale | Totale | Totale | DR |
| Competizione      | Punti | G       | V       | N       | P       | Gf      | Gs      | G            | V            | N            | P            | Gf           | Gs           | G      | V      | N      | P      | Gf     | Gs     | DR |
| ----------------- | ----- | ------- | ------- | ------- | ------- | ------- | ------- | ------------ | ------------ | ------------ | ------------ | ------------ | ------------ | ------ | ------ | ------ | ------ | ------ | ------ | -- |
| 2. Bundesliga     | 39    | 17      | 9       | 3       | 5       | 29      | 26      | 17           | 1            | 6            | 10           | 20           | 32           | 34     | 10     | 9      | 15     | 49     | 58     | -9 |
| Coppa di Germania | -     | 3       | 3       | 0       | 0       | 7       | 3       | 3            | 2            | 0            | 1            | 7            | 3            | 6      | 5      | 0      | 1      | 14     | 6      | +8 |
| Totale            | 39    | 20      | 12      | 3       | 5       | 36      | 29      | 20           | 3            | 6            | 11           | 27           | 35           | 40     | 15     | 9      | 16     | 63     | 64     | -1 |

### Andamento in campionato
| Giornata  | 1  | 2  | 3  | 4  | 5  | 6 | 7  | 8  | 9  | 10 | 11 | 12 | 13 | 14 | 15 | 16 | 17 | 18 | 19 | 20 | 21 | 22 | 23 | 24 | 25 | 26 | 27 | 28 | 29 | 30 | 31 | 32 | 33 | 34 |
| --------- | -- | -- | -- | -- | -- | - | -- | -- | -- | -- | -- | -- | -- | -- | -- | -- | -- | -- | -- | -- | -- | -- | -- | -- | -- | -- | -- | -- | -- | -- | -- | -- | -- | -- |
| Luogo     | T  | C  | T  | C  | T  | C | C  | T  | C  | T  | C  | T  | C  | T  | C  | T  | C  | T  | C  | C  | T  | C  | T  | T  | C  | T  | C  | T  | C  | T  | C  | T  | C  | T  |
| Risultato | P  | V  | P  | N  | N  | V | N  | P  | V  | P  | V  | N  | P  | P  | N  | P  | P  | P  | P  | V  | N  | P  | P  | P  | V  | N  | V  | V  | V  | P  | P  | N  | V  | N  |
| Posizione | 17 | 10 | 13 | 13 | 13 | 9 | 11 | 13 | 10 | 11 | 10 | 10 | 11 | 13 | 14 | 14 | 13 | 15 | 15 | 15 | 15 | 17 | 17 | 17 | 16 | 17 | 16 | 15 | 13 | 15 | 15 | 15 | 15 | 15 |

Legenda:

Luogo: C = Casa; T = Trasferta. Risultato: V = Vittoria; N = Pareggio; P = Sconfitta.

### Statistiche dei giocatori
| Giocatore    | 2. Bundesliga | 2. Bundesliga | 2. Bundesliga | 2. Bundesliga | Coppa di Germania | Coppa di Germania | Coppa di Germania | Coppa di Germania | Totale   | Totale | Totale      | Totale     |
| Giocatore    | Presenze      | Reti          | Ammonizioni   | Espulsioni    | Presenze          | Reti              | Ammonizioni       | Espulsioni        | Presenze | Reti   | Ammonizioni | Espulsioni |
| ------------ | ------------- | ------------- | ------------- | ------------- | ----------------- | ----------------- | ----------------- | ----------------- | -------- | ------ | ----------- | ---------- |
| A. Blessin   | 22            | 1             | 6             | 1             | 4                 | 0                 | 0                 | 0                 | 26       | 1      | 6           | 1          |
| E. Carl      | 18            | 1             | 1             | 1             | 3                 | 0                 | 0                 | 0                 | 21       | 1      | 1           | 1          |
| G. Carnevale | 11            | 4             | 0             | 0             | 1                 | 0                 | 0                 | 0                 | 12       | 4      | 0           | 0          |
| N. Chatzis   | 12            | 0             | 0             | 0             | 3                 | 0                 | 0                 | 0                 | 15       | 0      | 0           | 0          |
| C. Cássio    | 31            | 2             | 2             | 1             | 4                 | 0                 | 0                 | 0                 | 35       | 2      | 2           | 1          |
| C. Fiél      | 4             | 0             | 0             | 0             | 1                 | 0                 | 0                 | 0                 | 5        | 0      | 0           | 0          |
| G. Greco     | 0             | 0             | 0             | 0             | 0                 | 0                 | 0                 | 0                 | 0        | 0      | 0           | 0          |
| C. Keuler    | 32            | 2             | 6             | 0             | 6                 | 0                 | 1                 | 0                 | 38       | 2      | 7           | 0          |
| A. Kevric    | 31            | 4             | 12            | 0             | 6                 | 8                 | 1                 | 0                 | 37       | 12     | 13          | 0          |
| M. Kischko   | 4             | 0             | 0             | 0             | 2                 | 0                 | 0                 | 0                 | 6        | 0      | 0           | 0          |
| B. Klaus     | 19            | 0             | 0             | 0             | 4                 | 0                 | 0                 | 0                 | 23       | 0      | 0           | 0          |
| M. Kümmerle  | 29            | 2             | 5             | 1             | 6                 | 0                 | 1                 | 0                 | 35       | 2      | 6           | 1          |
| A. Malchow   | 10            | 1             | 3             | 0             | 2                 | 0                 | 0                 | 0                 | 12       | 1      | 3           | 0          |
| C. Marell    | 31            | 0             | 4             | 0             | 5                 | 0                 | 1                 | 0                 | 36       | 0      | 5           | 0          |
| J. Marić     | 1             | 0             | 0             | 0             | 1                 | 0                 | 0                 | 0                 | 2        | 0      | 0           | 0          |
| T. Marić     | 33            | 21            | 5             | 0             | 5                 | 4                 | 4                 | 0                 | 38       | 25     | 9           | 0          |
| S. Minkwitz  | 19            | 1             | 5             | 0             | 4                 | 0                 | 0                 | 1                 | 23       | 1      | 5           | 1          |
| A. Pfuderer  | 28            | 4             | 7             | 0             | 5                 | 0                 | 1                 | 0                 | 33       | 4      | 8           | 0          |
| S. Ramović   | 13            | 0             | 0             | 0             | 0                 | 0                 | 0                 | 0                 | 13       | 0      | 0           | 0          |
| D. Ramovs    | 26            | 1             | 5             | 2             | 5                 | 0                 | 1                 | 0                 | 31       | 1      | 6           | 2          |
| T. Raspe     | 22            | 0             | 4             | 1             | 4                 | 0                 | 1                 | 0                 | 26       | 0      | 5           | 1          |
| M. Rodriguez | 1             | 0             | 0             | 0             | 1                 | 0                 | 0                 | 1                 | 2        | 0      | 0           | 1          |
| M. Sailer    | 8             | 2             | 2             | 0             | 3                 | 0                 | 0                 | 0                 | 11       | 2      | 2           | 0          |
| M. Weinzierl | 13            | 0             | 3             | 0             | 2                 | 0                 | 0                 | 0                 | 15       | 0      | 3           | 0          |
| D. Winkler   | 2             | 0             | 0             | 0             | 0                 | 0                 | 0                 | 0                 | 2        | 0      | 0           | 0          |
| T. Ziegner   | 17            | 0             | 2             | 0             | 1                 | 0                 | 0                 | 0                 | 18       | 0      | 2           | 0          |
| T. Zivic     | 1             | 0             | 0             | 0             | 1                 | 0                 | 0                 | 0                 | 2        | 0      | 0           | 0          |
| E. de Looi   | 8             | 0             | 5             | 0             | 1                 | 0                 | 0                 | 0                 | 9        | 0      | 5           | 0          |
| M. Özkan     | 14            | 2             | 3             | 0             | 3                 | 1                 | 0                 | 0                 | 17       | 3      | 3           | 0          |